# Fort Albany (New York)

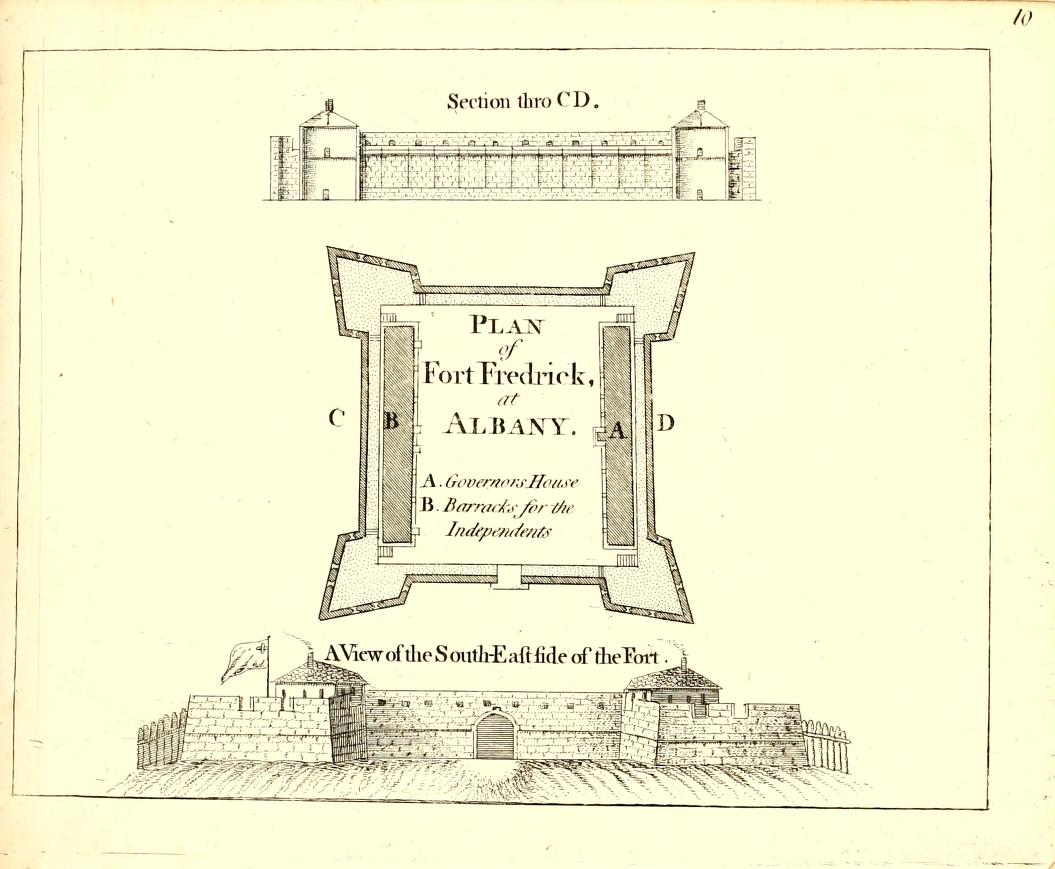
Grundriss, Aufriss und Ansicht des Forts, 1765

Das Fort Albany war ein britisches Fort in der Stadt Albany, New York. Es wurde 1676 zunächst als Holzbau mit umgebenden Palisaden angelegt und 1702–1735 von einem gemauerten Festungsbau ersetzt, der nach dem britischen Thronfolger Friedrich Ludwig von Hannover Fort Frederick benannt wurde. Weder in den Franzosen- und Indianerkriegen noch im Amerikanischen Unabhängigkeitskrieg wurde es je direkt angegriffen. Nach 1784 wurde es abgebrochen.

## Geschichte

### Eine Festung aus Holz, 1676–1702

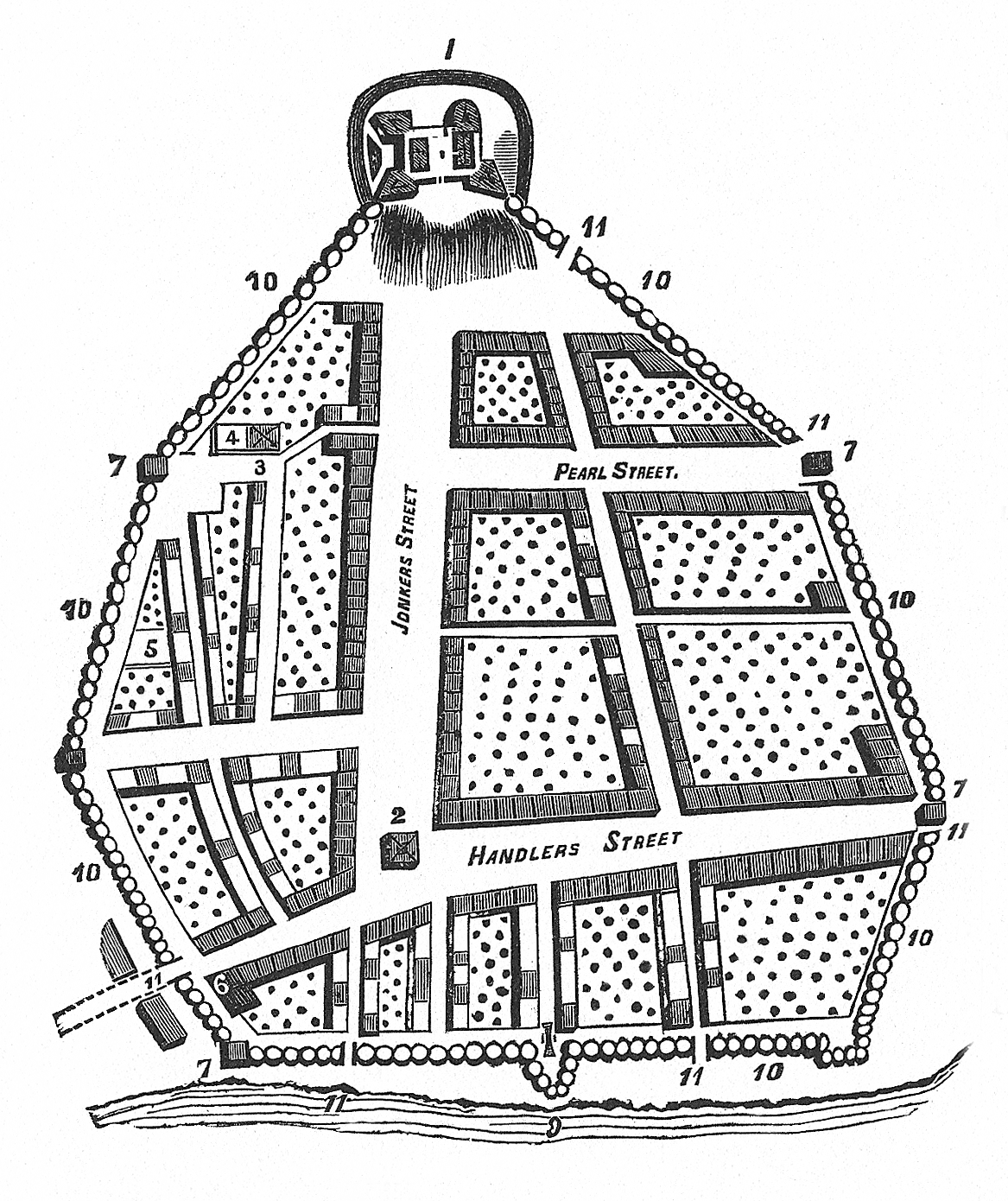
Stadtplan von Albany um 1695 (nach einer zeitgenössischen Karte von John Miller)

Albany, 1624 von den Niederländern gegründet, stellte das gesamte 17. Jahrhundert und bis weit in das 18. Jahrhundert hinein den äußersten Vorposten der europäischen Kolonisation in New York dar. Durch seine Lage, auf halber Strecke zwischen New York und Montréal sowie direkt angrenzend an das Siedlungsgebiet der Irokesen, war Albany für die Briten in allen vier Franzosen- und Indianerkriegen von herausragender strategischer Bedeutung.
Ein erster befestigter Handelsposten, das Fort Orange, wurde 1624 unmittelbar am Ufer des Hudson River angelegt, wurde aber vernachlässigt, nachdem Nieuw Nederland 1664 an die Briten fiel. Als Ersatz für die baufällig gewordene Befestigung ordnete Gouverneur Edmund Andros 1676 den Bau eines neuen hölzernen Forts auf einer Anhöhe oberhalb der Stadt an, das bereits im Juli des Jahres bezogen wurde. 1678 meldete Andros nach London, dass das Fort mit zwölf Kanonen bestückt sei, was er für „ausreichend gegen Indianer“ hielt. Die Stelle des Forts war indes, wie spätere Beobachter anmerkten, schlecht ausgewählt, da sie von zahlreichen noch höheren Hügeln umgeben war, von denen man das Fort leicht unter Beschuss hätte nehmen können.
Die größte Bedrohung für Albany stellten in der Folge aber nicht die Indianer (die Irokesen schlossen mit den Engländern bald ein Bündnis, die so genannte Covenant Chain), sondern die von Norden gegen New York expandierenden Franzosen dar. Nachdem New York 1684 eine Kronkolonie geworden war, ergab sich indes die Besonderheit, dass für die Versorgung und Besoldung der Garnison in Albany als eine der vier „unabhängigen Kompanien“ (independent companies) New Yorks nicht die britische Armee, sondern die Regierung der Kolonie aufzukommen hatte, was eine chronische Unterfinanzierung zur Folge hatte. 1687 meldete Gouverneur Thomas Dongan, dass die Garnison in Albany über 9 Geschütze, Gewehre für nur etwa 40 Mann, vier Fass Pulver und etwas Schrot verfüge. Auch in den folgenden Jahren wurde die Garnison sträflich vernachlässigt. 1700 wurde Gouverneur Richard Coote gemeldet, dass die Soldaten in Albany nicht einmal über genügend Kleidung verfügten und sich darüber sogar die Indianer mokierten. Bei einer Inspektion im Oktober des Jahres stellte er fest, dass die Hälfte der Soldaten weder Schuhe noch Strümpfe hatten und die Befestigungsanlagen „erschreckend schwach“ seien.

„Bei meiner Abreise scharten sich die Einwohner Albanys um mich und sagten mir geradeheraus, dass, wenn der König nicht alsbald ein Fort zu ihrem Schutz bauen würde, sie bei der ersten Nachricht eines erneuten Krieges zwischen England und Frankreich die Stadt verlassen und in New York Zuflucht suchen würden, statt sich hier die Kehle durchschneiden zu lassen.“

Sein Nachfolger Edward Hyde, Viscount Cornbury stellte bei seiner Ankunft in New York 1702 fest, dass die Regierung den Soldaten der vier „unabhängigen Kompanien“ seit 1691 gut £20.000 Sold schuldete. Die Festung in Albany fand er in erbärmlichen Zustand vor; der Garnison mangelte es wiederum an Kleidung und Proviant; die Palisaden waren so morsch, dass er sie eigenhändig umstoßen konnte. Nach dem Ausbruch des Spanischen Erbfolgekriegs (der in Nordamerika im Queen Anne’s War seine Entsprechung fand) ordnete er tatsächlich einen Neubau an, doch aus Geldmangel wurde der Bau des neuen, gemauerten Forts mehrmals unterbrochen und zog sich bis 1735 hin.
Für die bis weit ins 18. Jahrhundert noch mehrheitlich Niederländisch sprechenden Bürger (burgher) der Stadt stellte das Fort über lange Zeit eine Stadt innerhalb der Stadt dar. Man mied, so weit möglich, den Kontakt mit den Engländern. Tatsächlich finden sich in den Papieren von Andros und Dongan Äußerungen, die darauf schließen lassen, dass sich die Engländer der Loyalität ihrer niederländischen Untertanen alles andere als sicher waren und dass das Fort nicht zuletzt dazu diente, die „fremde“ Bevölkerung der Stadt zu beherrschen.

### Das steinerne Fort, 1702–1784

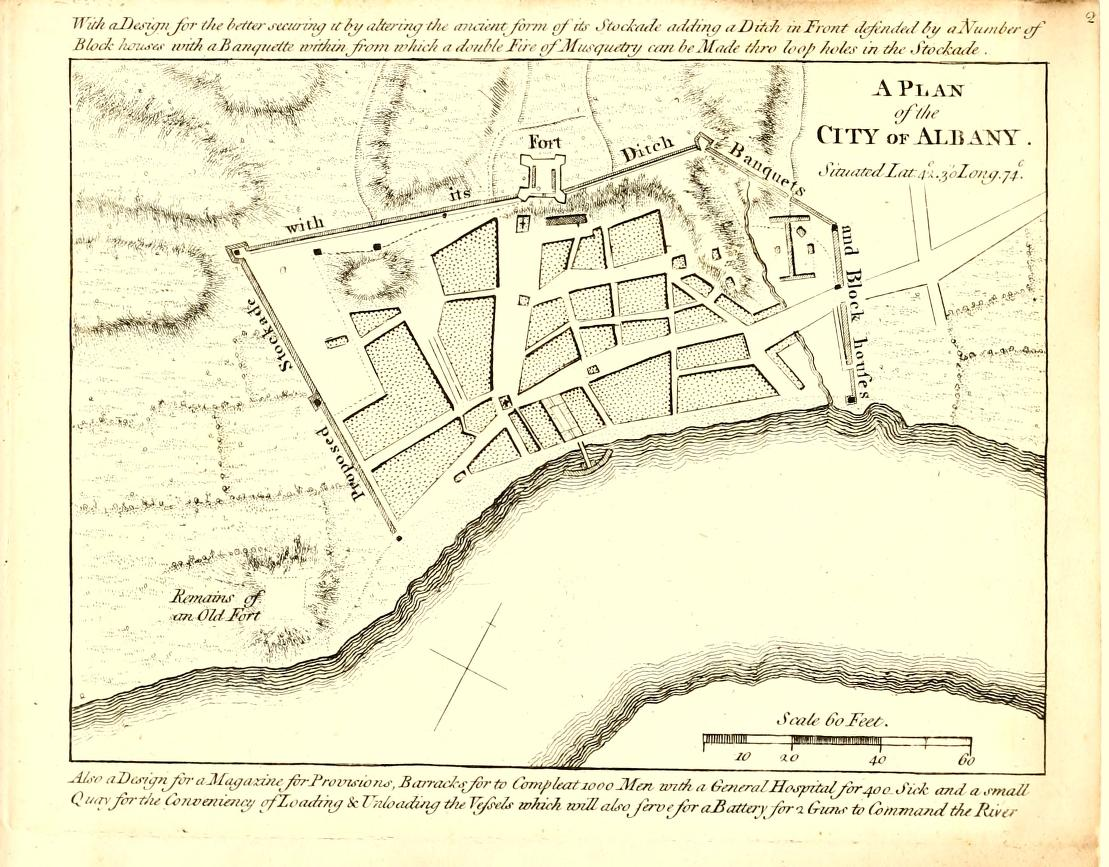
Befestigungsanlagen der Stadt Albany, 1765

Die Steinmauern des neuen Forts umgaben zwei rechteckige Gebäude, von denen eines die Kaserne der Garnison darstellte, sowie das Governor’s House, in dem der Gouverneur New Yorks bei seinen Visiten in Albany logierte. Ergänzt wurde der Befestigungsring um Albany durch neue Palisaden, teils auch Mauern, eine Reihe massiver Blockhäuser. Während des King George’s War wurde die Feuerkraft Albanys noch um sechs Achtzehnpfünder verstärkt. Doch auch die neuen Befestigungen wurden bald wieder vernachlässigt. So beobachtete der schwedische Reisende Pehr Kalm 1748, dass die Stadt über keine Stadttore verfügte und die Bewohner durch Löcher in der Stadtmauer ein und aus gingen. Ein Teilnehmer des Albany-Kongresses 1754 berichtete, dass die Soldaten aus Mangel an Gewehren oft mit bloßen Händen zum Wachdienst erschienen.
Durch den Bau weiterer Siedlungen und Festungen im Norden New Yorks verbesserte sich der Schutz Albanys gegen etwaige Angriffe von Norden im Laufe des 18. Jahrhunderts jedoch allmählich. Tatsächlich wurde die Stadt (anders als etwa Schenectady) im Verlauf der Franzosen- und Indianerkriege nie direkt angegriffen, so dass sich das Fort nie einer Bewährungsprobe stellen musste. Einige britische Feldzüge nahmen jedoch hier ihren Anfang, so die Expedition William Shirleys gegen das französische Fort Niagara 1755. Durch die britische Garnison änderte sich bis zur Revolution 1776 der Charakter der immer noch mehrheitlich niederländischsprachigen Stadt Albany langsam. Einige britische Soldaten ließen sich nach dem Ende ihrer Dienstzeit als Handwerker oder Schankwirte in Albany nieder (und siedelten in der Folge zumeist im Südwesten der Stadt nahe dem Fort), einige heirateten in niederländische Familien ein.
Nach dem Ende des Siebenjährigen Krieges wurde die britische Garnison aus Albany abgezogen. 1765 wurde das verlassene Fort von der Stadtverwaltung aufgekauft. Viele Steine der Befestigung wurden in der Folge von den Bewohnern abgetragen und für den Bau neuer Häuser und Straßen verwendet. Auch während der Amerikanischen Revolution kam es in Albany selbst nicht zu Kampfhandlungen. Im Unabhängigkeitskrieg war die Stadt von Beginn an in der Hand der aufständischen „Patrioten“. Ein Vorstoß britischer Truppen von Kanada auf Albany scheiterte 1777 in der Schlacht von Saratoga, so dass sich das ohnehin schon kaum mehr taugliche Fort auch in diesem Krieg nicht bewähren musste; es wurde allerdings als Gefängnis benutzt, in dem vor allem Loyalisten gefangen gehalten wurden. Nach einem Beschluss des Stadtrats 1785 wurde das Fort abgebrochen. Die Steine wurden zur Erweiterung der State Street und für den Bau neuer Gebäude wiederverwendet. Der Hügel, auf dem die Festung stand, wurde zudem im 19. Jahrhundert planiert, so dass heute kaum mehr archäologisch fassbare Spuren des Forts existieren dürften. Allein ein aus Kiefernholzdielen gezimmerter Keller konnte 1973 bei Ausschachtungsarbeiten frei gelegt werden. Nur eine Gedenkplatte erinnert in Albany noch an das einstige Fort.